# Sycorax slovacus
Sycorax slovacus är en tvåvingeart som beskrevs av Halgos 1975. Sycorax slovacus ingår i släktet Sycorax och familjen fjärilsmyggor. Inga underarter finns listade i Catalogue of Life.